# Avenida Los Frutales
La avenida Los Frutales es una avenida de la ciudad de Lima, capital del Perú. Se extiende de norte a sur, a lo largo de 11 cuadras. Recorre los distritos de Ate y La Molina.

## Recorrido
Se inicia en la carretera Central, en el límite de los distritos de Santa Anita y Ate. Desemboca en la avenida Circunvalación del Golf Los Incas, en el límite de los distritos de La Molina y Santiago de Surco.